# Balisa

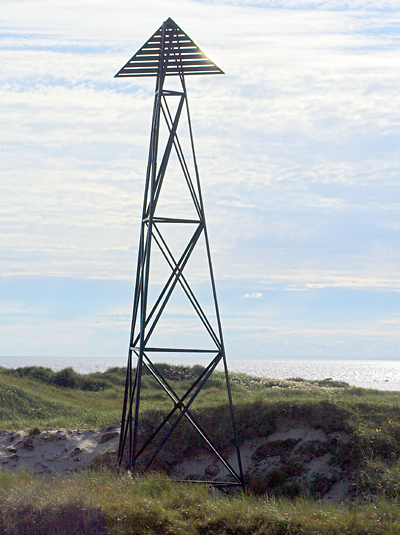
Balisa cega (sense llum).

Una  balisa  és un objecte senyalitzador, utilitzat per indicar un lloc geogràfic o una situació de perill potencial. En topografia, el verb  abalisar és usat per referir-se a l'acció de situar un lloc en relació amb altres, mitjançant balises, que asseguren el poder-lo trobar posteriorment. En navegació, es sol emprar el terme boia o boia d'abalisament.
Una balisa pot ser activa si emet un senyal, sigui del tipus que sigui, o passiva, si no emet cap senyal.
Tipus de balises actives:
- Emissores de senyals de ràdio (satèl·lits GPS).
- Emissores de senyals lluminosos (far).
- Emissores de senyals d'ultrasons (sonar).

## En el ferrocarril
Hi ha un dispositiu emissor de senyals electromagnètics que són recollits per un captador situat en el vehicle ferroviari.
Poden ser de diversos tipus, en funció del sistema al qual pertanyen.

### ASFA

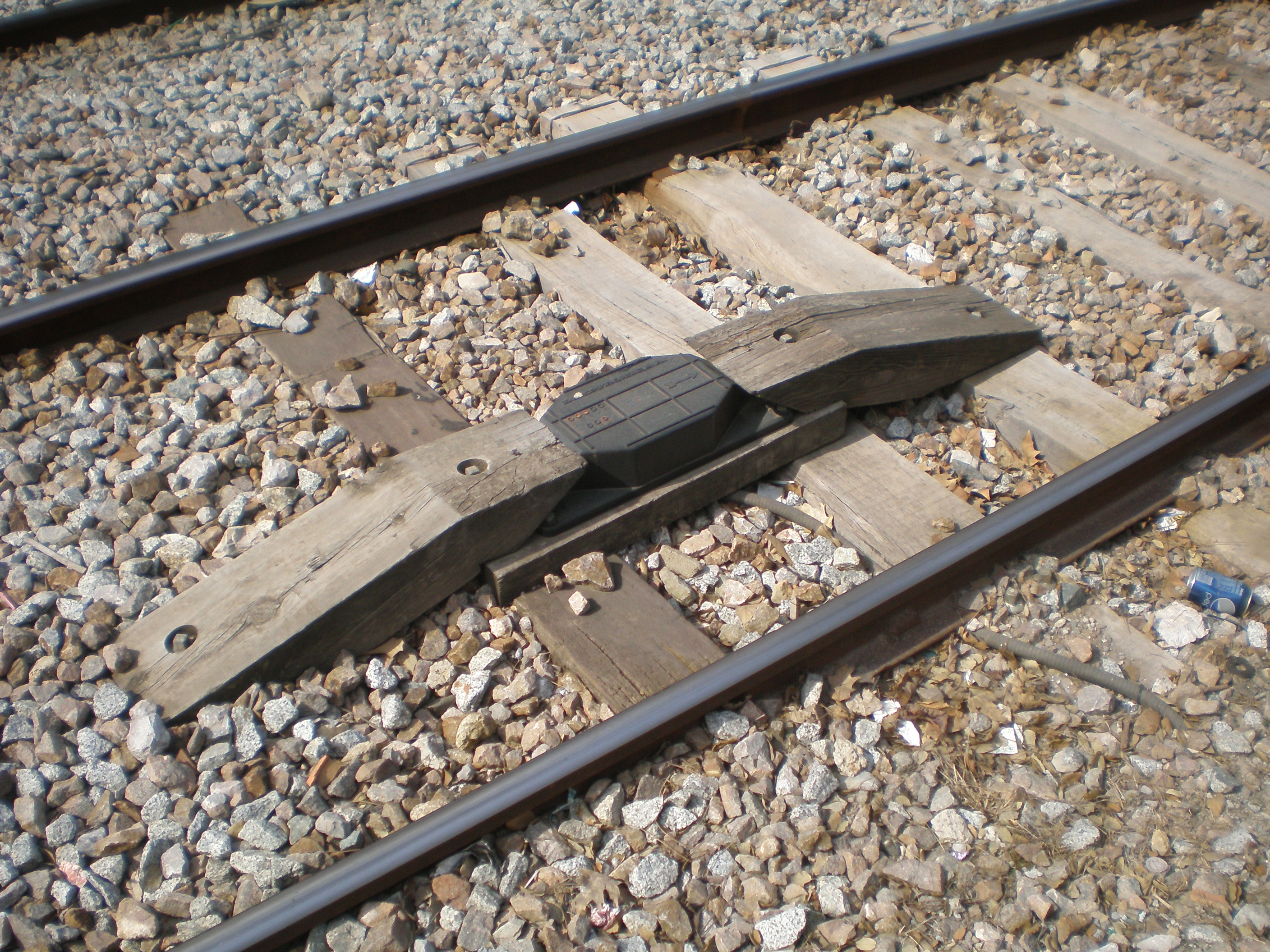
Balisa ASFA a l'estació de Mollet - Santa Rosa (Mollet del Vallès, Vallès Oriental).

En el sistema ASFA hi ha tres tipus de balises en funció de la seva col·locació a la via:
- Balisa de peu de senyal: Situada entre els dos carrils d'una via, a l'altura d'un senyal
- Balisa prèvia: Situada 300 metres abans d'un senyal, o a la distància equivalent, segons la declivitat del trajecte.
- Balisa de limitació de velocitat: Situada a l'altura d'una senyal de limitació temporal de velocitat inferior a 50 km/h (en línies d'ADIF).

### Eurobalisa
El grup de solucions tècniques utilitzades per a les balises en el sistema ERTMS/ETCS s'anomena eurobalisa'.
Aquesta balisa està en ús en diversos sistemes:
- European Train Control System (ETCS)
- EuroSignum
- EuroZub
- Sistema vaig Controllo della Marcia del Treno (SCMT)
- Transmission Balise-locomotive (TBL1+)
- Geschwindigkeitsüberwachung Neigetechnik (GNT)
- Zugbeeinflussungssystem S-Bahn Berlin (ZBS)